# Clase Eagle (Buques Patrulleros)
Los Buques Patrulleros Clase Eagle eran un conjunto de barcos de acero con una eslora inferior a la de un destructor contemporáneo, pero con un radio operativo mayor que el de un cazasubmarinos: el alcance de estos era aproximadamente de 900 millas (1,400 km) a una velocidad crucero de 10 nudos (19 km/h o 12 millas por hora). Se les restringió su operación como cazasubmarinos y también su uso de escolta en mar abierto debido a su alto consumo y limitado almacenamiento de gasolina.
Originalmente fueron comisionados como USS (United States Ship) pero al final fueron cambiados por (Patrol Escort) en 1920. Nunca entraron en servicio durante la Primera Guerra Mundial aunque algunos fueron usados durante la intervención aliada en la Guerra civil rusa, los PE-19, 27, 32, 38, 48, 55 y 57 sobrevivieron y fueron utilizados en la Segunda Guerra Mundial.

## Participación de Ford
En junio de 1917, el presidente de los Estados Unidos, Woodrow Wilson, había convocado al constructor de automóviles Henry Ford a Washington D. C. con la esperanza de que se uniera a la Junta de Envíos de los Estados Unidos. Wilson sintió que Ford, con su conocimiento de las técnicas de producción en masa, podría acelerar inmensamente la construcción de barcos en cantidad. Al conocer la necesidad de embarcaciones antisubmarinas para combatir la amenaza de los submarinos, Ford respondió: Lo que queremos es un tipo de barco en grandes cantidades.
El 7 de noviembre, Ford aceptó ser miembro de la Junta de envíos y desempeñar un papel de asesor activo, Al examinar los planes de la Armada para las naves patrulleras de acero proyectadas, Ford instó a que todas las placas del casco fueran planas para que pudieran producirse rápidamente en cantidad y también persuadió a la Armada para que aceptara turbinas de vapor en lugar de máquinas de vapor recíprocas.
En este punto, el secretario de Marina Josephus Daniels se involucró en el proyecto, reconoció que no había instalaciones disponibles en los astilleros de la Armada para construir nuevas embarcaciones y le preguntó a Ford si se encargaría de la tarea. Ford estuvo de acuerdo y, en enero de 1918, se le ordenó que procediera a construir 100 de ellos. Posteriormente, se agregaron 12 más para su entrega al gobierno italiano.
El primer barco se botó el 11 de julio de 1918. Según Ford: se construyeron simplemente aplicando nuestros principios de producción a un nuevo producto.

## Armamento
Todos los barcos estaban equipados con Armamento de: 
- 2 × calibre 4"/50 cañones.
- 1 × calibre 3"/50 cañón.
- 2 × calibre 50. (12.7 mm) ametralladoras.
- 1 × Pistola en Y (solo en los Eagle 4, 5, 6 y 7).

## Servicio a laUS Navy
El término Eagle Boat surgió en una editorial de The Washington Post que decía: Un Águila para rastrear los mares, Atacar y destruir a los Submarinos Alemanes, pero los Eagle nunca llegaron a ser utilizados en el primer conflicto mundial.

### Posguerra
Durante la posguerra, varios de ellos se utilizaron como licitadores de aviones, a pesar de su corto tamaño de eslora y dieron servicio a aviones de reconocimiento fotográfico en Midway en 1920 y luego a las Islas Hawaianas un año después, antes de ser reemplazados por barcos más grandes.
El Eagle N°34, como cuenta el escritor Max Miller en 1932 en el libro I Cover The Waterfront, compartió el deber anual alternativamente junto al remolcador de la armada USS Koka para capturar elefantes marinos en la Isla Guadalupe en Baja California, México para el zoológico de San Diego.
Varios de estos Eagle Boats fueron transferidos a la Guardia Costera de Estados Unidos en 1919, aunque el resto siguieron siendo usados por la US Navy y luego fueron vendidos al desguace entre 1930 y 1940.

## Segunda Guerra Mundial
Ocho de estos estuvieron en servicio durante la Segunda Guerra Mundial; uno de ellos fue usado como buque escuela en Miami, y uno de ellos, el USS Eagle 56 (PE-56) fue torpedeado por un U-boot alemán cerca de Portland, Maine, en abril de 1945. Una vez finalizada la Segunda Guerra, los últimos barcos restantes fueron vendidos como chatarra y desguazados entre 1946 y 1948, finalizando así la historia de los Clase Eagle.

## Lista de Buques

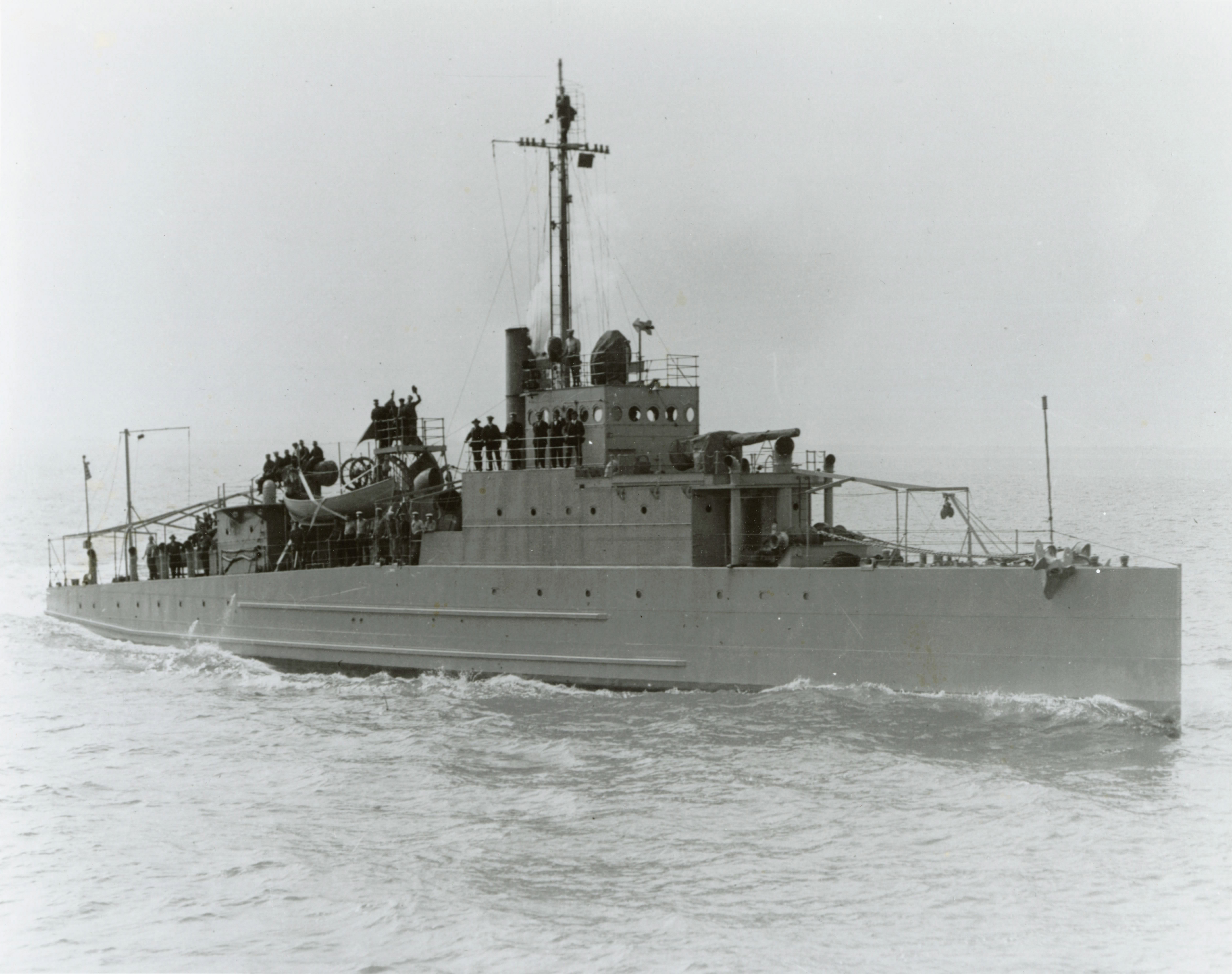
USS Eagle 2 (PE-2) en pruebas de mar en 1918.

| Designation | Keel Laid                | Launched                 | Commissioned             | Fate                                                                                             |
| ----------- | ------------------------ | ------------------------ | ------------------------ | ------------------------------------------------------------------------------------------------ |
| PE-1        | 7 de mayo de 1918        | 11 de julio de 1918      | 27 de octubre de 1918    | vendida el 11 de junio de 1930                                                                   |
| PE-2        | 10 de mayo de 1918       | 19 de agosto de 1918     | 11 de julio de 1918      | vendida el 11 de junio de 1930                                                                   |
| PE-3        | 16 de mayo de 1918       | 11 de septiembre de 1918 | 11 de noviembre de 1918  | vendida 11 de junio de 1930                                                                      |
| PE-4        | 21 de mayo de 1918       | 15 de noviembre de 1918  | 14 de noviembre de 1918  | vendida el 11 de junio de 1930                                                                   |
| PE-5        | 28 de mayo de 1918       | 28 de septiembre de 1918 | 19 de noviembre de 1918  | vendida el 11 de junio de 1930                                                                   |
| PE-6        | 3 de junio de 1918       | 16 de octubre de 1918    | 21 de noviembre de 1918  | Hundida como objetivo el 30 de noviembre de 1934                                                 |
| PE-7        | 8 de junio de 1918       | 5 de octubre de 1918     | 24 de noviembre de 1918  | Hundida como objetivo el 30 de noviembre de 1934                                                 |
| PE-8        | 10 de junio de 1918      | 11 de noviembre de 1918  | 31 de octubre de 1919    | vendida el 1 de abril de 1931                                                                    |
| PE-9        | 17 de junio de 1918      | 8 de noviembre de 1918   | 27 de octubre de 1919    | vendida el 26 de mayo de 1930                                                                    |
| PE-10       | 6 de julio de 1918       | 9 de noviembre de 1918   | 31 de octubre de 1919    | Destruido el 19 de agosto de 1937                                                                |
| PE-11       | 13 de julio de 1918      | 14 de noviembre de 1918  | 29 de mayo de 1919       | vendida el 16 de enero de 1935                                                                   |
| PE-12       | 13 de julio de 1918      | 12 de noviembre de 1918  | 6 de noviembre de 1919   | vendida el 30 de diciembre de 1935                                                               |
| PE-13       | 15 de julio de 1918      | 9 de enero de 1919       | 2 de abril de 1919       | vendida el 26 de mayo de 1930                                                                    |
| PE-14       | 20 de julio de 1918      | 23 de enero de 1919      | 17 de junio de 1919      | Hundido como objetivo el 22 de noviembre de 1934                                                 |
| PE-15       | 21 de julio de 1918      | 25 de enero de 1919      | 11 de junio de 1919      | vendida el 14 de junio de 1934                                                                   |
| PE-16       | 22 de julio de 1918      | 11 de enero de 1919      | 5 de junio de 1919       | Transferida a la Guardia Costera de los Estados Unidos el 19 de diciembre de 1919 como McGourty  |
| PE-17       | 3 de agosto de 1918      | 1 de febrero de 1919     | 3 de julio de 1919       | Hundido cercas de Long Island, el 22 de mayo de 1922                                             |
| PE-18       | 5 de agosto de 1918      | 10 de febrero de 1919    | 7 de agosto de 1919      | vendida el 11 de junio de 1930                                                                   |
| PE-19       | 6 de agosto de 1918      | 30 de enero de 1919      | 25 de junio de 1919      | En servicio durante la SGM Destruida el 6 de agosto de 1946                                      |
| PE-20       | 26 de agosto de 1918     | 15 de febrero de 1919    | 28 de julio de 1919      | Transferida a la Guardia Costera el 26 de noviembre de 1919 como Scally                          |
| PE-21       | 31 de agosto de 1918     | 15 de febrero de 1919    | 31 de julio de 1919      | Transferida a la Guardia Costera el 19 de diciembre de 1919 como Bothwell                        |
| PE-22       | 5 de septiembre de 1918  | 10 de febrero de 1919    | 17 de julio de 1919      | Transferida a la Guardia Costera el 19 de diciembre de 1919 como Earp                            |
| PE-23       | 11 de septiembre de 1918 | 20 de febrero de 1919    | 19 de junio de 1919      | vendida el 11 de junio de 1930                                                                   |
| PE-24       | 13 de septiembre de 1918 | 24 de febrero de 1919    | 12 de julio de 1919      | vendida el 11 de junio de 1930                                                                   |
| PE-25       | 17 de septiembre de 1918 | 19 de febrero de 1919    | 30 de junio de 1919      | Volcado en una tormenta en la bahía de Delaware el 11 de junio de 1920                           |
| PE-26       | 25 de septiembre de 1918 | 1 de marzo de 1919       | 1 de octubre de 1919     | Sold 29 de agosto de 1938                                                                        |
| PE-27       | 22 de octubre de 1918    | 1 de marzo de 1919       | 14 de julio de 1919      | En servicio durante la SGM vendida el 4 de julio de 1946                                         |
| PE-28       | 23 de octubre de 1918    | 1 de marzo de 1919       | 28 de julio de 1919      | vendida el 11 de junio de 1930                                                                   |
| PE-29       | 18 de noviembre de 1918  | 8 de marzo de 1919       | 20 de agosto de 1919     | vendida el 11 de junio de 1930                                                                   |
| PE-30       | 19 de noviembre de 1918  | 8 de marzo de 1919       | 14 de agosto de 1919     | Transferida al Guardia Costera el 19 de diciembre de 1919 como Carr                              |
| PE-31       | 19 de noviembre de 1918  | 8 de marzo de 1919       | 14 de agosto de 1919     | vendida el 18 de mayo de 1923                                                                    |
| PE-32       | 30 de noviembre de 1918  | 15 de marzo de 1919      | 4 de septiembre de 1919  | En servicio durante la SGM vendida el 3 de marzo de 1947                                         |
| PE-33       | 14 de febrero de 1918    | 15 de marzo de 1919      | 4 de septiembre de 1919  | vendida el 11 de junio de 1930                                                                   |
| PE-34       | 8 de enero de 1919       | 15 de marzo de 1919      | 3 de septiembre de 1919  | vendida el 9 de junio de 1932                                                                    |
| PE-35       | 13 de enero de 1919      | 22 de marzo de 1919      | 22 de agosto de 1919     | vendida el 7 de junio de 1938                                                                    |
| PE-36       | 22 de enero de 1919      | 22 de marzo de 1919      | 20 de agosto de 1919     | vendida el 27 de febrero de 1936                                                                 |
| PE-37       | 27 de enero de 1919      | 25 de marzo de 1919      | 30 de septiembre de 1919 | vendida el 11 de junio de 1930                                                                   |
| PE-38       | 30 de enero de 1919      | 29 de marzo de 1919      | 30 de julio de 1919      | En servicio durante la SGM vendida el 3 de marzo de 1947                                         |
| PE-39       | 3 de febrero de 1919     | 29 de marzo de 1919      | 20 de noviembre de 1919  | vendida el 7 de junio de 1938                                                                    |
| PE-40       | 7 de febrero de 1919     | 5 de abril de 1919       | 1 de octubre de 1919     | Hundida como objetivo el 19 de noviembre de 1934                                                 |
| PE-41       | 20 de febrero de 1919    | 5 de abril de 1919       | 26 de septiembre de 1919 | vendida el 11 de junio de 1930                                                                   |
| PE-42       | 13 de febrero de 1919    | 17 de mayo de 1919       | 3 de octubre de 1919     | vendida el 11 de junio de 1930                                                                   |
| PE-43       | 17 de febrero de 1919    | 17 de mayo de 1919       | 2 de octubre de 1919     | vendida el 26 de mayo de 1930                                                                    |
| PE-44       | 20 de febrero de 1919    | 24 de mayo de 1919       | 30 de septiembre de 1919 | a disposición el 14 de mayo de 1938                                                              |
| PE-45       | 20 de febrero de 1919    | 17 de mayo de 1919       | 2 de octubre de 1919     | vendida el 11 de junio de 1930                                                                   |
| PE-46       | 24 de febrero de 1919    | 24 de mayo de 1919       | 3 de octubre de 1919     | vendida el 10 de diciembre de 1936                                                               |
| PE-47       | 3 de marzo de 1919       | 19 de junio de 1919      | 4 de octubre de 1919     | vendida el 30 de diciembre de 1935                                                               |
| PE-48       | 3 de marzo de 1919       | 24 de mayo de 1919       | 8 de octubre de 1919     | En servicio durante la SGM vendida el 10 de octubre de 1946                                      |
| PE-49       | 4 de marzo de 1919       | 14 de junio de 1919      | 10 de octubre de 1919    | vendida el 20 de septiembre de 1930                                                              |
| PE-50       | 10 de marzo de 1919      | 18 de julio de 1919      | 6 de octubre de 1919     | vendida el 11 de junio de 1930                                                                   |
| PE-51       | 10 de marzo de 1919      | 14 de junio de 1919      | 2 de octubre de 1919     | vendida el 29 de marzo de 1938                                                                   |
| PE-52       | 10 de marzo de 1919      | 9 de julio de 1919       | 10 de octubre de 1919    | vendida el 29 de agosto de 1938                                                                  |
| PE-53       | 17 de marzo de 1919      | 13 de agosto de 1919     | 20 de octubre de 1919    | vendida el 26 de octubre de 1938                                                                 |
| PE-54       | 17 de marzo de 1919      | 17 de julio de 1919      | 10 de octubre de 1919    | vendida 26 de mayo de 1930                                                                       |
| PE-55       | 17 de marzo de 1919      | 22 de julio de 1919      | 10 de octubre de 1919    | En servicio durante la SGM vendida el 3 de marzo de 1947                                         |
| PE-56       | 25 de marzo de 1919      | 15 de agosto de 1919     | 26 de octubre de 1919    | En servicio durante la SGM Torpedeado por el U-853 fuera de Portland, Maine, 23 de abril de 1945 |
| PE-57       | 25 de junio de 1919      | 29 de julio de 1919      | 15 de octubre de 1919    | En servicio durante SGM vendido el 5 de marzo de 1947                                            |
| PE-58       | 25 de marzo de 1919      | 2 de agosto de 1919      | 20 de octubre de 1919    | A disposición el 30 de junio de 1940                                                             |
| PE-59       | 31 de marzo de 1919      | 12 de abril de 1919      | 19 de septiembre de 1919 | vendido el 29 de agosto de 1938                                                                  |
| PE-60       | 31 de marzo de 1919      | 13 de agosto de 1919     | 27 de octubre de 1919    | vendido el 29 de agosto de 1938                                                                  |

Se habían planeado más unidades hasta llegar a la PE-112 para ofrecerlos a la Regia Marina de Italia, pero finalmente la producción de estos barcos fue cancelada.